# Caso Stavisky

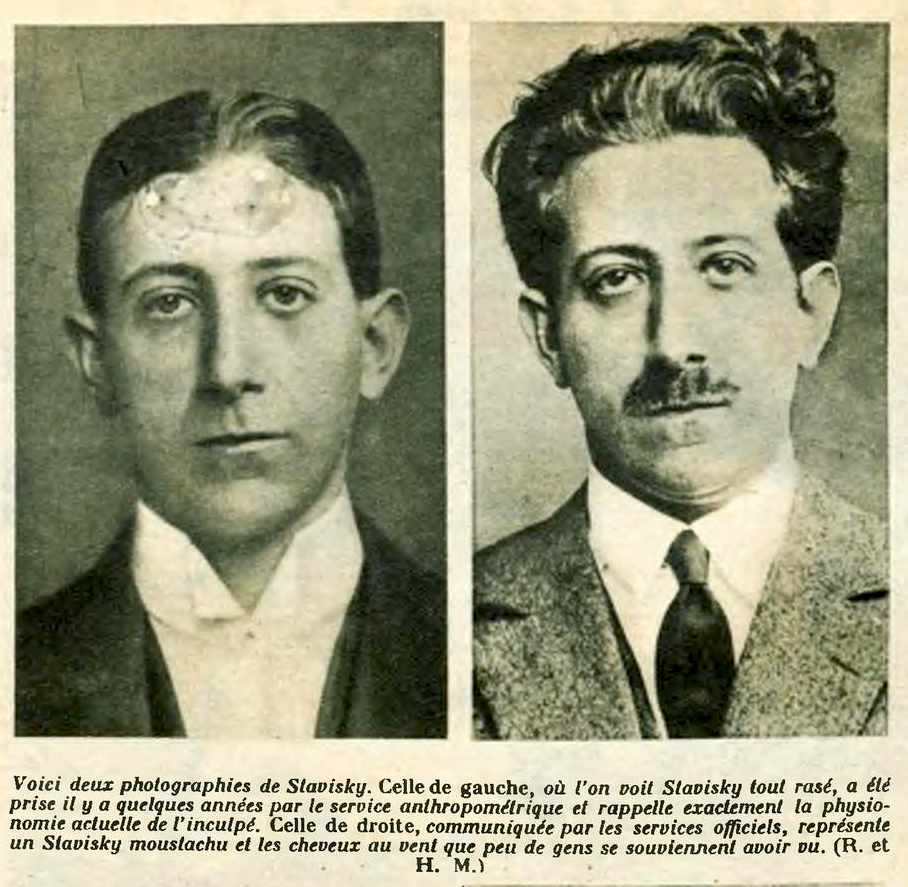
Foto de perfil del carnet de identidad de Alexandre Stavisky, publicada en el boletín policial.

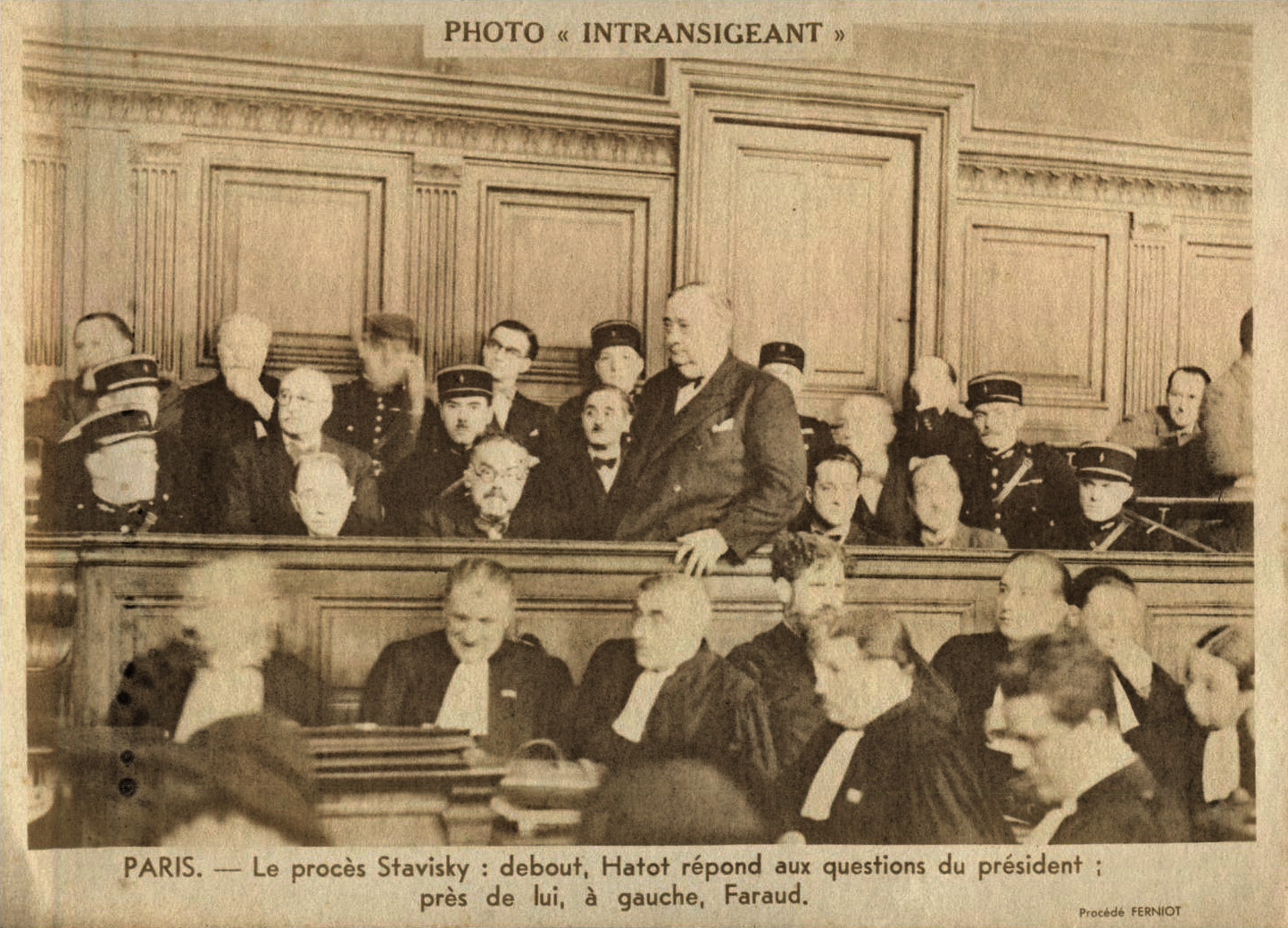
Representación de una escena de audiencia pública en el tribunal durante el juicio de los asociados involucrados en el caso Stavisky.

El Caso Stavisky o Affaire Stavisky (sucedido en diciembre de 1933) es el nombre dado a una crisis política francesa acontecida como consecuencia de la muerte en circunstancias misteriosas de Alexandre Stavisky, alias El bello Sacha, un conocido estafador de origen ruso bien relacionado con círculos próximos a la clase política dirigente. Este escándalo simboliza la crisis de un régimen inestable, bajo sospechas de corrupción (la Tercera República Francesa), y lleva a la caída del Gobierno de Camille Chautemps y al desencadenamiento de los disturbios antiparlamentarios del 6 de febrero de 1934 (Véase Disturbios del 6 de febrero de 1934).

## Los hechos
El 23 de diciembre de 1933, el director del banco Crédit communal de Bayona, Gustave Tissier fue arrestado por fraude y por la puesta en circulación de billetes falsos por un importe total de 235 millones de francos franceses. Se descubrió rápidamente que Tissier no era sino el ejecutor del fundador del Crédit communal, Serge Alexandre Stavisky, que había organizado este fraude de común acuerdo con el diputado y alcalde de Bayona, Dominique-Joseph Garat. Alexandre Stavisky había sido objeto de investigaciones por fraude en diversas ocasiones a lo largo de los años anteriores.

## Las relaciones
La investigación, llevada a cabo a bombo y platillo, permitió el descubrimiento de las numerosas relaciones sostenidas por el estafador en los medios policiales, periodísticos y judiciales: el diputado Bonnaure, el senador Renoult, el ministro de Colonias y antiguo ministro de Justicia Albert Dalimier, los directores de periódicos Dubarry y Aymard, todos ellos habían sacado provecho de las magnificencias a cambio de darle su apoyo; el procurador general Pressard, cuñado del presidente del Consejo de Ministros Camille Chautemps, había maniobrado para que el proceso que se le había instruido a Stavisky fuese indefinidamente postergado. Muchas personalidades habían sido uña y carne con el «bello Sacha» y contaban con su silencio, de modo que cuando finalmente la Policía localizó a un Stavisky agonizante en un chalet de Chamonix, el 7 de enero de 1934, se hacían cábalas preguntando a quien beneficiaba el suicidio o el crimen (ya que las circunstancias del fallecimiento habían sido sospechosas). Le Canard enchaîné de esas fechas tituló un artículo Stavisky se ha suicidado con una bala disparada a 3 metros. ¡¡Eso sí que es tener el brazo largo y piernas!! En el mediometraje Fuerzas ocultas (1943), el director Jean Mamy y el guionista Jean Marquès-Rivière, ambos colaboracionistas con los nazis, culpabilizan a la francmasonería de la estafa y de la impunidad de sus perpetradores.

## Antiparlamentarismo
El caso hizo estallar un escándalo político cuando se conoció que Stavisky era ya anteriormente objeto de investigaciones policiales, investigaciones sofocadas de resultas de la intervención de ministros o parlamentarios corruptos. La consecuencia fue finalmente la caída del Gobierno de Camille Chautemps. Los enemigos del Gobierno afirmaban que la muerte de Stavisky beneficiaba más a la izquierda, al Partido Radical y a Chautemps. André Tardieu publicó una lista fantasiosa de parlamentarios que habían «cobrado», a quienes llamaba los «chéquards» (chequistas en sentido despectivo, en tanto que perceptores de cheques bancarios). Leon Daudet denunciaba que Chautemps era el jefe de una banda de ladrones y asesinos. Los adversarios del régimen veían en este asunto una nueva prueba de su bajeza moral. Un acceso de antiparlamentarismo sacudió al país, aún más violento que el ocasionado por el affaire Hanau o por el affaire Oustric. 
La situación acabó por desembocar en los tumultos y disturbios del 6 de febrero de 1934.